# Alfried Krupp von Bohlen und Halbach
Alfried Krupp von Bohlen und Halbach (13. srpen 1907, Villa Hügel v Essenu – 30. červenec 1967, tamtéž) byl německý průmyslník, pocházející z essenské zbrojařské dynastie Kruppových.

## Životopis
Byl nejstarší z osmi dětí německého právníka a diplomata Gustava Kruppa von Bohlen und Halbach a jeho ženy Berthy Krupp von Bohlen und Halbach, jediné dědičky rodiny Kruppových. Po univerzitních studiích v Berlíně, Cáchách a Mnichově nastoupil roku 1935 do firmy svého otce. O dva roky později se oženil s tehdy rozvedenou Anneliese Lampertovou (roz. Bahr), která mu porodila jediného syna, Arndta von Bohlen und Halbach, avšak toto manželství nemělo dlouhého trvání, i na nátlak rodičů bylo v roce 1946 rozvedeno.
Dle jeho neteře, Diany Marie Friz, byl velice introvertní a činilo mu problémy navazovat vztahy s ostatními lidmi.

## Galerie

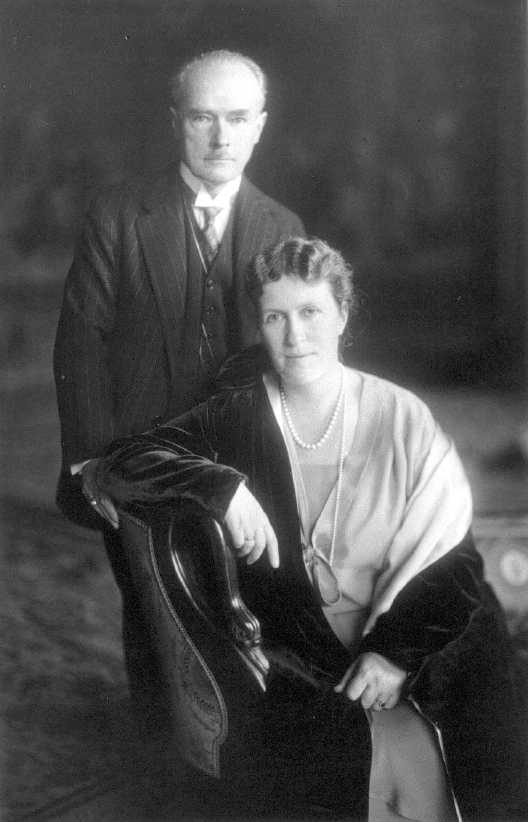
Bertha a Gustav Krupp von Bohlen und Halbach, rodiče Alfrieda
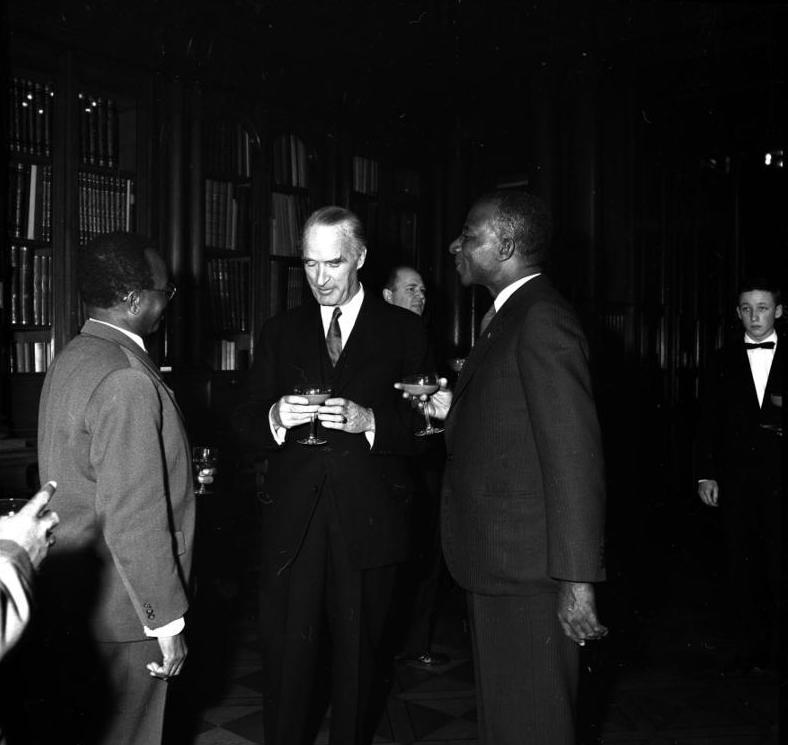
Alfried Krupp von Bohlen und Halbach, uprostřed stojíc
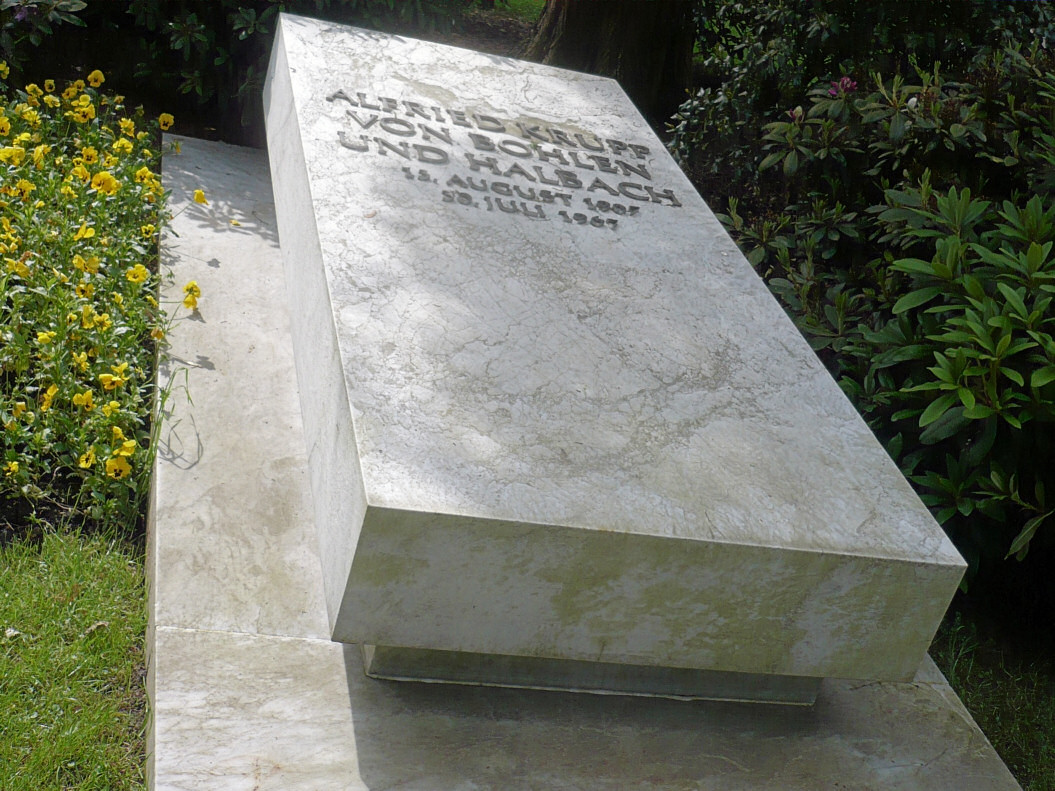
Hrob Alfrieda Kruppa von Bohlen und Halbach na hřbitově Bredeney v rodném Essenu

## Zajímavost
Při XI. letních olympijských hrách, jež se konaly roku 1936 v Berlíně, se zúčastnil závodu plachetnic, v němž získal se svojí šestičlennou posádkou bronzovou medaili.